# Ready to Be World Tour
Twice 5th World Tour "Ready to Be" fue la tercera gira mundial de conciertos y el quinto concierto general encabezado por el grupo femenino surcoreano Twice, en apoyo de su duodécimo EP extendido Ready to Be (2023). La gira comenzó el 15 de abril de 2023 en el Olympic Gymnastics Arena de Seúl y tuvo 51 espectáculos en Asia, Norteamérica, Sudamérica, Oceanía y Europa.

## Antecedentes
El 21 de febrero de 2023, JYP Entertainment anunció que Twice se embarcaría en su gira mundial más grande hasta el momento, revelando 17 fechas de gira iniciales en 14 ciudades del este de Asia, Australia y América del Norte.  El 24 de marzo, se agregaron seis fechas adicionales en Australia y América del Norte después de que se agotaron la mayoría de las entradas. La segunda parte de la gira fue anunciada el 24 de abril, con seis shows en el Sudeste Asiático y Europa. Luego se agregaron dos espectáculos más al tramo europeo "debido a la demanda popular". Después del segundo concierto en Tokio el 21 de mayo, se anunció que se realizarían cuatro espectáculos más en Japón en diciembre. El 8 de junio se anunció una segunda fecha de gira en Singapur debido a la "abrumadora demanda". El 17 de junio, se añadió un segundo espectáculo en Filipinas, dos días después de que se suspendiera temporalmente la venta de entradas debido a "actividades sospechosas detectadas en línea". También se añadió un segundo espectáculo en Tailandia el 20 de junio 
La tercera parte de la gira fue anunciada el 28 de agosto, con un concierto adicional en Melbourne, Australia, además de shows en Indonesia, México y Brasil.  El 7 de septiembre se añadió un segundo espectáculo en Brasil después de que se agotaron las entradas. También se agregó una segunda fecha de concierto en México después de que todas las entradas se agotaron rápidamente el  En diciembre, se anunció que el  de marzo de 2024 se llevará a cabo un concierto en el Allegiant Stadium de Las Vegas. Ese mismo mes, se anunció que se realizarían cuatro conciertos adicionales en Japón en julio de 2024, incluidos dos en el Estadio Nissan. En enero de 2024, Vcha fue anunciado como telonero de cinco conciertos en la Ciudad de México, São Paulo y Las Vegas.

## Recepción
En su reseña del programa del SoFi Stadium, Thania García de Variety elogió la "novedad" de Twice y escribió: "este año, por primera vez, un baterista y un guitarrista se unen a las chicas en el escenario a mitad del set, agregando un Un toque de frescura a sencillos más antiguos como ' What Is Love? ' y ' Queen of Hearts '. Y aunque Twice es conocido por cantar dulces canciones pop sobre el amor, ciertamente ofrecen uno de los espectáculos de K-pop más atrevidos que Estados Unidos haya visto jamás. Listo para Ser." Continuó elogiando las actuaciones en solitario del grupo y la forma en que los miembros "abrazan y celebran sin disculpas su feminidad" mientras "se inclinan hacia su sexualidad por primera vez".
De manera similar, Crystal Bell de Nylon elogió las actuaciones en solitario del grupo y escribió: "Fue liberador ver finalmente a los miembros expresarse libremente y dar una idea de lo que (posiblemente) se avecina". Además, complementó la versión de la banda en vivo de sus éxitos y la atmósfera general del concierto calificándolo de "tonto, despreocupado y vibrante".

## Desempeño comercial
TWICE se convirtió en el primer grupo femenino de K-pop en encabezar conciertos en estadios japoneses, con cuatro presentaciones en el Estadio Yanmar Nagai y el Estadio Ajinomoto. Los cuatro espectáculos vendieron 220.000 entradas de más de 1,2 millones de solicitudes de entradas. En los Estados Unidos, Twice se convirtió en el primer grupo de chicas de K-pop en agotar entradas y encabezar los estadios SoFi y MetLife.  El 7 de septiembre, Twice se convirtió en el primer grupo de chicas de K-pop en agotar las entradas de un estadio en São Paulo. Su concierto en el Marvel Stadium el 4 de noviembre fue el primer concierto de K-pop en un estadio de Australia y convirtió a Twice en el primer grupo femenino en encabezar un estadio en Australia.  También se convirtieron en el primer grupo de K-pop en encabezar un concierto en el Estadio Internacional de Yakarta. En julio de 2024, Twice se convertirá en la primera artista femenina extranjera y el segundo grupo de K-pop (después de TVXQ ) en encabezar un concierto en el Estadio Nissan de Japón.
En diciembre de 2023, Billboard informó que la gira atrajo a 345.000 asistentes y recaudó 54.200.000 dólares en 18 espectáculos. 

## Lista de Canciones
Canciones en Corea del Sur 
lista completa
1. "Set Me Free"
2. "I Can't Stop Me"
3. "Go Hard"
4. "More & More"
5. "Moonlight Sunrise"
6. "Brave"
7. "Try" (Colbie Caillat cover) (Dahyun solo, con piano)
8. "Done for Me"  (Charlie Puth cover) (Tzuyu solo)
9. "New Rules"  (Dua Lipa cover) (Sana solo)
10. "Move"  (Beyoncé cover) (Momo dance solo)
11. "7 Rings"  (Ariana Grande cover) (Mina solo)
12. "Feel Special"
13. "Cry for Me"
14. "Fancy"
15. "The Feels"
16. "My Guitar" (Chaeyoung solo, con guitarra)
17. "Nightmare" (Jihyo solo)
18. "Juice"  (Lizzo cover) (Jeongyeon solo)
19. "Pop!" (Nayeon solo, versión con dance break)
20. "Blame It on Me"
21. "Queen of Hearts"
22. "Yes or Yes" / "What Is Love?" / "Cheer Up" / "Likey" / "Knock Knock" / "Scientist" / "Heart Shaker"
23. "Alcohol-Free"  (versión acústica con banda)
24. "Dance the Night Away"
25. "Talk That Talk" (versión con dance break)
26. "Got the Thrills"
27. "Moonlight"
28. "When We Were Kids"
29. "Crazy Stupid Love"

Encore
April 15 (Day 1)
1. "Signal" (escogido por la ruleta)
2. "Like Ooh-Ahh" (escogido por la ruleta)

April 16 (Day 2)
1. "TT" (escogido por la ruleta)
2. "Wallflower" (escogido por la ruleta)
3. "Basics" (escogido por twice)
4. "Like Ooh-Ahh" (escogido por twice)

## Fechas del Tour
| Fecha                    | Ciudad           | País           | Recinto                          | Audiencia |
| ------------------------ | ---------------- | -------------- | -------------------------------- | --------- |
| 15 de abril de 2023      | Seúl             | Corea del Sur  | KSPO Dome Beyond Live            | 17,500    |
| 16 de abril de 2023      | Seúl             | Corea del Sur  | KSPO Dome Beyond Live            | 17,500    |
| 2 de mayo de 2023        | Sídney           | Australia      | Qudos Bank Arena                 | 42,000    |
| 3 de mayo de 2023        | Sídney           | Australia      | Qudos Bank Arena                 | 42,000    |
| 6 de mayo de 2023        | Melbourne        | Australia      | Rod Laver Arena                  | 30,000    |
| 7 de mayo de 2023        | Melbourne        | Australia      | Rod Laver Arena                  | 30,000    |
| 13 de mayo de 2023       | Osaka            | Japón          | Yanmar Stadium Nagai             | 220,000   |
| 14 de mayo de 2023       | Osaka            | Japón          | Yanmar Stadium Nagai             | 220,000   |
| 20 de mayo de 2023       | Tokio            | Japón          | Ajinomoto Stadium Beyond Live    | 220,000   |
| 21 de mayo de 2023       | Tokio            | Japón          | Ajinomoto Stadium Beyond Live    | 220,000   |
| 10 de junio de 2023      | Inglewood        | Estados Unidos | SoFi Stadium                     | 250,000   |
| 12 de junio de 2023      | Oakland          | Estados Unidos | Oakland Arena                    | 250,000   |
| 13 de junio de 2023      | Oakland          | Estados Unidos | Oakland Arena                    | 250,000   |
| 16 de junio de 2023      | Tacoma           | Estados Unidos | Tacoma Dome                      | 250,000   |
| 21 de junio de 2023      | Arlington        | Estados Unidos | Globe Life Field                 | 250,000   |
| 24 de junio de 2023      | Houston          | Estados Unidos | Toyota Center                    | 250,000   |
| 25 de junio de 2023      | Houston          | Estados Unidos | Toyota Center                    | 250,000   |
| 28 de junio de 2023      | Chicago          | Estados Unidos | United Center                    | 250,000   |
| 29 de junio de 2023      | Chicago          | Estados Unidos | United Center                    | 250,000   |
| 2 de julio de 2023       | Toronto          | Canadá         | Scotiabank Arena                 | 250,000   |
| 3 de julio de 2023       | Toronto          | Canadá         | Scotiabank Arena                 | 250,000   |
| 6 de julio de 2023       | East Rutherford  | Estados Unidos | MetLife Stadium                  | 250,000   |
| 9 de julio de 2023       | Atlanta          | Estados Unidos | Truist Park                      | 250,000   |
| 2 de septiembre de 2023  | Singapur         | Singapur       | Estadio Cubierto de Singapur     | 12,000    |
| 3 de septiembre de 2023  | Singapur         | Singapur       | Estadio Cubierto de Singapur     | 12,000    |
| 7 de septiembre de 2023  | Londres          | Inglaterra     | The O2 Arena                     | 40,000    |
| 8 de septiembre de 2023  | Londres          | Inglaterra     | The O2 Arena                     | 40,000    |
| 11 de septiembre de 2023 | París            | Francia        | Accor Arena                      | 20,000    |
| 13 de septiembre de 2023 | Berlín           | Alemania       | Mercedes-Benz Arena              | 34,000    |
| 14 de septiembre de 2023 | Berlín           | Alemania       | Mercedes-Benz Arena              | 34,000    |
| 23 de septiembre de 2023 | Pak Kret         | Tailandia      | Impact Arena                     | 20,000    |
| 24 de septiembre de 2023 | Pak Kret         | Tailandia      | Impact Arena                     | 20,000    |
| 30 de septiembre de 2023 | Bocaue           | Filipinas      | Philippine Arena                 | 81,000    |
| 1 de octubre de 2023     | Bocaue           | Filipinas      | Philippine Arena                 | 81,000    |
| 4 de noviembre de 2023   | Melbourne        | Australia      | Marvel Stadium                   | 26,500    |
| 16 de diciembre de 2023  | Nagoya           | Japón          | Vantelin Dome Nagoya             | 150,000   |
| 17 de diciembre de 2023  | Nagoya           | Japón          | Vantelin Dome Nagoya             | 150,000   |
| 23 de diciembre de 2023  | Yakarta          | Indonesia      | Estadio Internacional de Yakarta | 80, 000   |
| 27 de diciembre de 2023  | Fukuoka          | Japón          | Fukuoka PayPay Dome              | 38,000    |
| 28 de diciembre de 2023  | Fukuoka          | Japón          | Fukuoka PayPay Dome              | 38,000    |
| 2 de febrero de 2024     | Ciudad de México | México         | Foro Sol                         | 114,000   |
| 3 de febrero de 2024     | Ciudad de México | México         | Foro Sol                         | 114,000   |
| 6 de febrero de 2024     | São Paulo        | Brasil         | Allianz Parque                   | 90,000    |
| 7 de febrero de 2024     | São Paulo        | Brasil         | Allianz Parque                   | 90,000    |
| 16 de marzo de 2024      | Paradise         | Estados Unidos | Allegiant Stadium                | 60,000    |
| 13 de julio de 2024      | Osaka            | Japón          | Yanmar Stadium Nagai             | 360,000   |
| 14 de julio de 2024      | Osaka            | Japón          | Yanmar Stadium Nagai             | 360,000   |
| 20 de julio de 2024      | Tokio            | Japón          | Ajinomoto Stadium                | 360,000   |
| 21 de julio de 2024      | Tokio            | Japón          | Ajinomoto Stadium                | 360,000   |
| 27 de julio de 2024      | Yokohama         | Japón          | Nissan Stadium                   | 360,000   |
| 28 de julio de 2024      | Yokohama         | Japón          | Nissan Stadium                   | 360,000   |
| Total                    | Total            | Total          | Total                            | —         |